# Cascata da Pantanha
A Cascata da Pantanha é uma queda de água (cascata) de origem fluvial, que se localiza em Caldas da Felgueira, na freguesia de Canas de Senhorim, Município de Nelas e distrito de Viseu, em Portugal, precipitando na Ribeira da Pantanha, Rio Mondego.

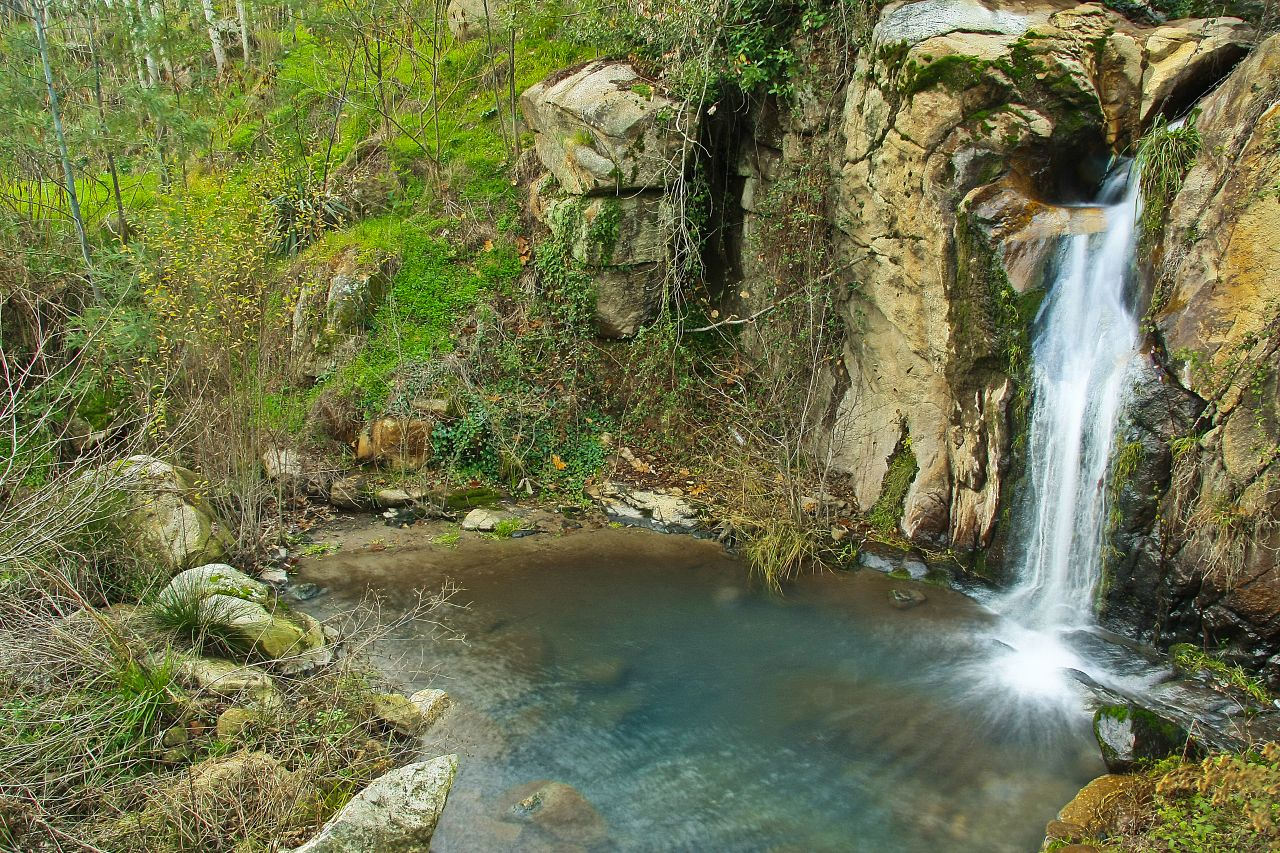
Cascata em 2009
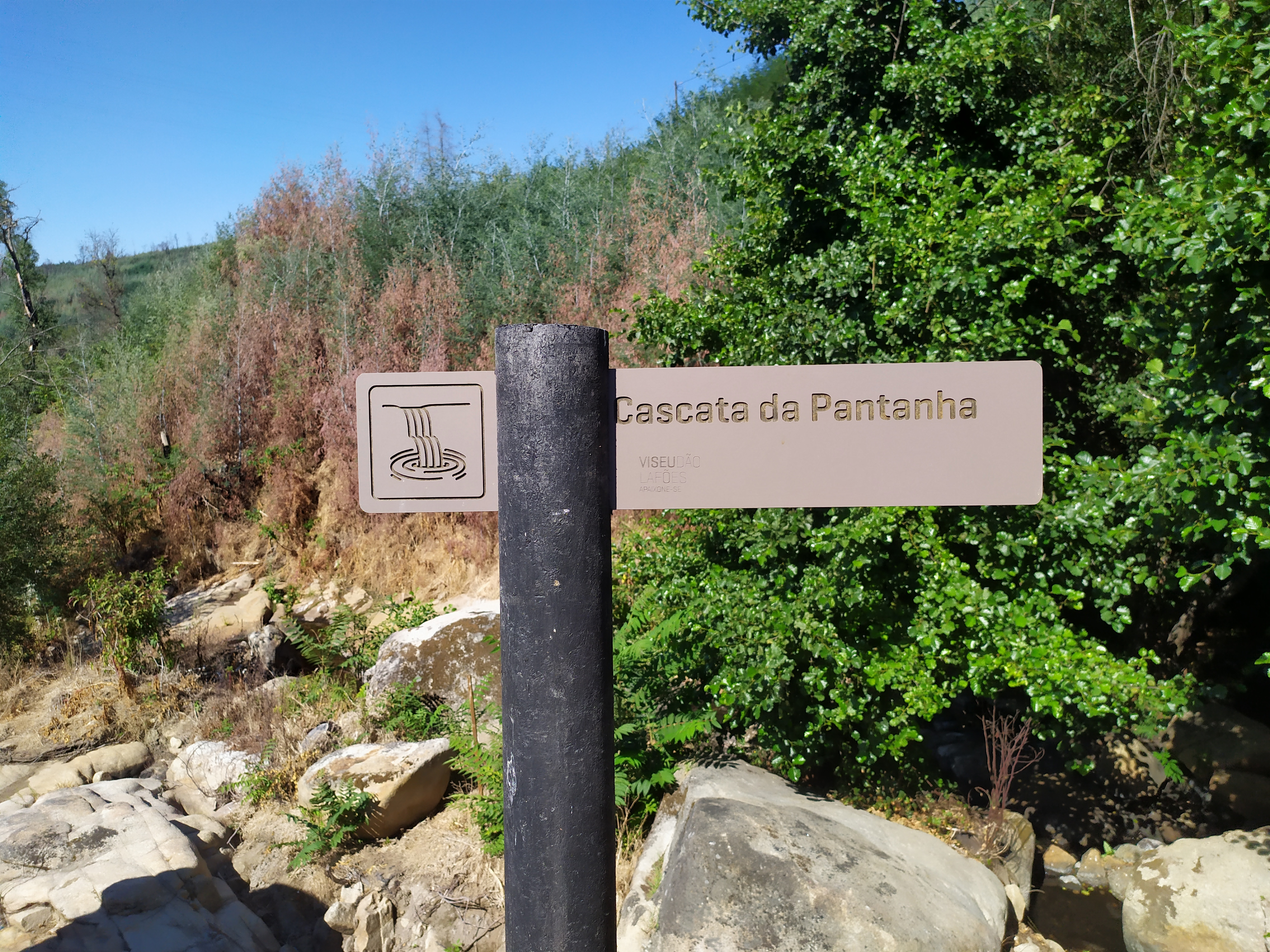
Placa identificativa da Cascata